# Għonnella

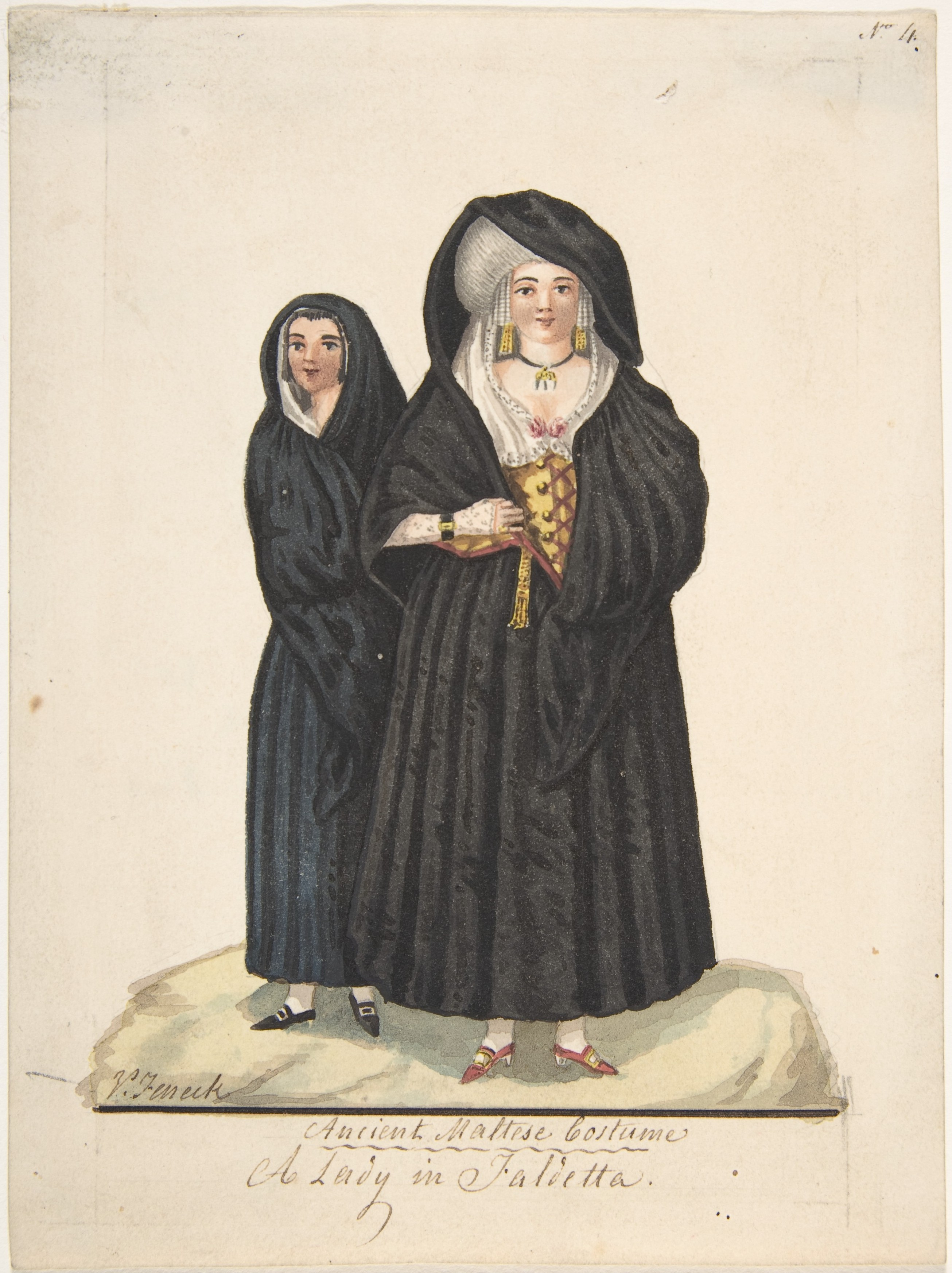
Tradycyjny kostium maltański - Faldetta (ze zbiorów Metropolitan Museum of Art w Nowym Jorku, USA)

Għonnella (l.mn. għonnielen), nazywany też faldetta, ċulqana (w gwarze południowo-wschodniej części Malty) lub stamijna (w dialekcie z Għargħur) jest to rodzaj kobiecego okrycia głowy oraz szal, lub płaszcz z kapturem, unikalny dla śródziemnomorskich wysp Malta i Gozo. 

## Opis
Okrycie głównie wytwarzane było z bawełny lub jedwabiu, w przeważnie czarnym lub ciemnym kolorze, chociaż od XVI wieku szlachcianki i kobiety z bogatszych rodzin często ubierały białe lub jasne w kolorze għonnielen. Għonnella przykrywała głowę, i otaczała twarz, lecz jej nie przykrywała. Górna część għonnella była sztywno krochmalona, rozpościerając się na szerokiej zaokrąglonej ramie, utworzonej tektury, trzciny lub nawet fiszbinów. To dawało nakryciu tajemniczy i intrygujący wygląd żagla. Z praktycznego punktu widzenia ten szeroki kaptur wychwycał bardzo potrzebne chłodzące powiewy podczas gorącego i wilgotnego maltańskiego lata. W chłodniejsze dni kobieta mogła owinąć għonnella mocniej wokół twarzy. Dolną część ubioru mogła być noszona luźno obwinięta wokół gorsetu i bioder, lub ściślej w przypadku gorszej pogody. Zazwyczaj sięgała do połowy łydki kobiety. Podczas chodzenia, kobieta przytrzymywała jedną lub obie strony għonnella prawą ręką.

## Warianty lokalne
W niektórych maltańskich wioskach (przede wszystkim Żabbar i Żejtun), kobiety nosiły odmianę għonnella zwaną „ċulqana”, która zazwyczaj była niebieska, udekorowana białymi kropkami lub białym kwiatowym haftem. W Għargħur okrycie tego typu znane było jako „stamina”. Nie było wykonane tak starannie i finezyjnie jak għonnella. W rzeczywistości była to zewnętrzna część garderoby, noszona na głowie i okrywająca 3/4 pleców i boków ciała. Mówi się, że „ċuqlana” była poprzedniczką għonnella.

## Pochodzenie
Istnieje wiele teorii usiłujących wyjaśnić pochodzenie tego stroju, jednak dziś prawda pozostaje w sferze domysłów. Przekazy mówią, że għonnella pochodzi od długiej spódnicy, często zarzucanej na głowę w celu zapewnienia cienia; niektórzy historycy uważają, że powstała ona pod wpływem zarówno włoskich, jak i sycylijskich rytuałów żałobnych, i wprowadzona została na wyspie w okresie rządów Zakonu św. Jana. Istnieje też przekonanie, że może to być zaadaptowana wersja hiszpańskiej mantyli.

## Zniknięciegħonnella

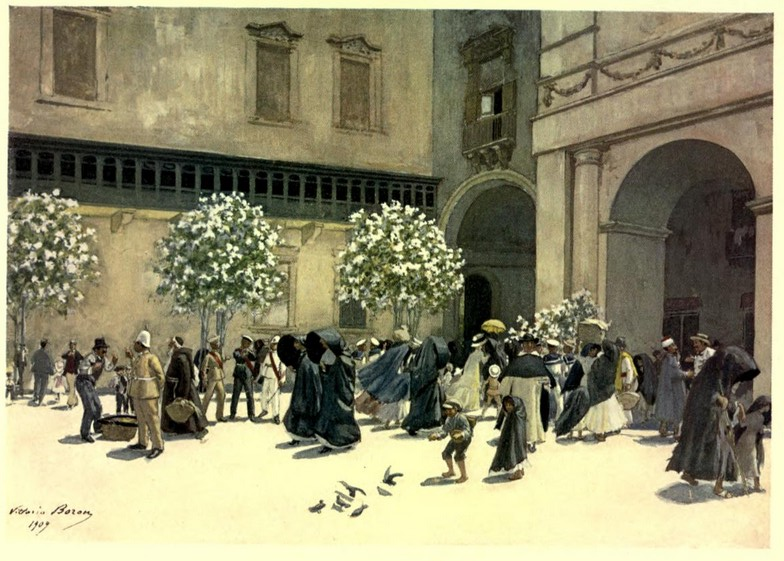
„Piazza Reale, Valletta”. Ilustracja z książki F.Ryana „Malta” (1910)

Przez wieki għonnella była wszechobecna na całej Malcie, noszona przez praktycznie wszystkie dorosłe maltańskie kobiety jeszcze w latach 30. XX wieku. Była tak popularna, że było wiele szwaczek, których jedynym zadaniem było projektowanie, krojenie i szycie għonnielen. Szybko jednak przestały być używane w latach 40. i 50., po II wojnie światowej. W latach 70. rzadko były widziane, nosiły je jedynie starsze członkinie maltańskiego ruchu misyjnego, Societas Doctrinæ Christianæ (M.U.S.E.U.M.). Pod koniec XX wieku zniknęły całkowicie z lokalnego krajobrazu.

## Dziś
Chociaż għonnella nie jest już zauważana na ulicach Malty jako odzież codzienna, nadal żyje na Malcie i Gozo. Sklepy z pamiątkami przechwalają się lalkami ubranymi w tradycyjne stroje, galerie wystawiają obrazy maltańskich scen rodzajowych pokazujących nakrycia głowy w życiu codziennym, a dekoracyjne għonnielen często powracają do życia jako część wspaniałych strojów podczas świąt, inscenizacji i karnawałów, odbywających się we wioskach na Malcie i Gozo przez cały rok.